# Kōki Miyata
Kōki Miyata (jap. 宮田 幸季 Miyata Kōki), właściwie Harunori Miyata (jap. 宮田 始典 Miyata Harunori; ur. 9 października 1972 w Jokohamie) – japoński seiyū i aktor dubbingowy, związany z agencją 81 Produce.

## Filmografia
Ważniejsze role są pogrubione.

### Seriale anime
1996
- The Life and Adventures of Santa Claus
- Violinist of Hameln (Hell King Bass, Lute)
- Brave Command Dagwon (dziecko)

1997
- Cutie Honey (kilka postaci)
- Virus Buster Serge
- Yume no Crayon Oukoku
- Don't Leave Me Alone, Daisy

1998
- Eat-Man'98 (Andy)
- Trigun (młody Vash)
- Neo Ranga (Joel)
- Master Keaton (młody Keaton)
- Bubblegum Crisis Tokyo 2040 (Macky Stingray)
- Czarodziejskie zwierciadełko
- Yoiko

1999
- Ojamajo Doremi (Kazuya Yoshida)
- Aesop World (Michael)
- Kakyūsei (Shinji Takada)
- Black Heaven
- Kamikaze kaitō Jeanne (uczeń w odc. 3)
- Kare Kano
- Łowca dusz (Nataku)
- Zoids: Chaotic Century (Peter)
- Digimon Adventure (Bakemon, Gekomon, PicoDevimon)
- To Heart (klient (odc. 6), uczeń (odc. 7, 9-13), dyrektor (odc. 13), przewodniczący (odc. 2))
- Omishi Magical Theater: Risky Safety (Asao)
- Magic User's Club (Naoki Nakatomi)

2000
- Taro the Space Alien
- Ghost Stories (uczeń)
- Gravitation (młody Eiri Yuki)
- Hamtaro – wielkie przygody małych chomików (Torahamu-kun)
- Mon Colle Knights (Pegaz)

2001
- Mo〜tto! Ojamajo Doremi (Kazuya Yoshida)
- Shin-chan (dziecko)
- Angel Tales (Rin)
- Comic Party (Vertical Guy)
- Samurai Girl: Real Bout High School (Daisaku Kamiya)
- Król szamanów (Ashil)
- Haré+Guu (Riku, Dina)
- Gals! (Hōri Tadashito)
- I Love Bubu Chacha (Paparat)
- Digimon Tamers
- Beyblade (Akira (Andy))
- Happy Lesson
- Detektyw Conan (policjant)
- RUN=DIM (Kazuto Moriguchi)
- Samurai Girl: Real Bout High School (Daisaku Kamiya)

2002
- Ojamajo Doremi dokka〜n! (Kazuya Yoshida)
- Atashin’chi (kilka postaci)
- GetBackers (Jouya Kanou)
- Samurai Deeper Kyo (Shirogarasu)
- Nintama Rantarō (Samon Kanzaki)
- RahXephon (Souichi Yagumo)

2003
- Gilgamesh (Tōru Tsukioka)
- Saint Beast (Shujaku no Rei)
- Happy Lesson Advance
- Wandaba Style (Susumu „Hakase” Tsukumo)

2004
- Superior Defender Gundam Force (uczniowie)
- Kyō Kara Maō! (Ken Murata)
- tactics (Kantarō Ichinomiya)
- Harukanaru Toki no Naka de Hachiyō Shō (Nagareyama Shimon)
- Bleach (Yamada Hanatarō)

2005
- The Law of Ueki (Hugo)
- Emma: A Victorian Romance (Arthur Jones)
- Karin (Winner Sinclair)
- Sukisho (Sora Hashiba)
- Tsubasa Reservoir Chronicle (Yukito)
- Noein (Isami Fujiwara)
- Major (Daisuke Komori)

2006
- Aria the Natural (Anton)
- Kage Kara Mamoru! (Hinomori Tasuke)
- Demashita! Powerpuff Girls Z (Snake)
- Crash B-Daman (DJ Baku)
- Black Blood Brothers (Sei w odc. 1)
- Marginal Prince (Mikhail Nevsky)
- Yoshinaga-san'chi no Gargoyle (Kazumi Yoshinaga)

2007
- Emily of New Moon (Teddy Kent)
- Kirarin Revolution (Wataru)
- GeGeGe no Kitaro (Kinoshita)
- Goshūshō-sama Ninomiya-kun (Mitsuru Hosaka)
- Shijō saikyō no deshi Ken’ichi (młody Ryuto Asamiya)
- Saint Beast: Kouin Jojishi Tenshi Tan (Shujaku no Rei)
- Nodame Cantabile (Yuuto Segawa)
- Harukanaru Toki no Naka de 3: Kurenai no Tsuki (special) (Musashibō Benkei)
- Bokura-no (Moji Kunihiko)
- MAJOR 3rd season (Daisuke Komori)

2008
- Onegai My Melody Kirara (Książę Sorara, Berry)
- Zenryoku Usagi (Eigyō, dziecko Kowamote w osc. 8))
- Noramimi (Heihokon)
- Hatenkō Yūgi (Taki)
- MAJOR 4th season (Daisuke Komori)

2009
- InuYasha: The Final Act (Azusa Duch Gór)
- Kaidan Restaurant (Kimoto Yoshio)
- Guin Saga (Shido)
- Shugo Chara! (Rhythm)
- 07-Ghost (Labrador)
- Doraemon (Gorō)
- MAJOR 5th season (Daisuke Komori)

2010
- Keroro Gunsō (Arujanainon)
- Naruto: Shippūden (Choujuurou, Shouseki)
- Baka and Test (Kōta „Muttsuriini” Tsuchiya)
- Bakuman (Hidemitsu Ishizawa)
- Harukanaru Toki no Naka de 3: Owari Naki Unmei (Musashibō Benkei)
- MAJOR 6th season (Daisuke Komori)
- Beyblade: Metal Fusion (Toby)

2011
- Heaven's Memo Pad (Major)
- Baka and Test 2 (Kōta „Muttsuriini” Tsuchiya)
- Phi Brain: Kami no Puzzle (Cubic G)
- Hyouge Mono (Ran Mori)
- Metal Fight Beyblade 4D (Toby)